# 本森 (亚利桑那州)
本森（英文：Benson），是美国亚利桑那州科奇斯县下属的一座城市。面积约为41.46平方英里（约合107.4平方公里）。根据2010年美国人口普查，该市有人口5,105人，人口密度为123.3/平方英里。在建制上，该市属于“City”。